# Isabel Esteban Nieto
Isabel Esteban Nieto (Villajimena, 8 de julio de 1893 - Quintana del Puente, 7 de septiembre de 1936) fue una maestra española republicana, de ideología socialista, asesinada por un pelotón fascista en los inicios de la Guerra civil.

## Biografía
Hija de Ildefonso Esteban Abad, secretario de Ayuntamiento, y Vidala Nieto Pérez, nació en Villajimena, un pequeño pueblo de la comarca de El Cerrato, en la provincia de Palencia. Era la segunda de tres hermanos y a los 15 años inició sus estudios de magisterio; obtuvo el título de maestra de primaria en Guadalajara el 23 de octubre de 1913.
Desde 1914 hasta 1925 ejerció de interina y sustituta en diferentes pueblos de las provincias de Valladolid y Palencia. El 1919, durante su estancia en Aldeayuso, se casó con Guillermo Rodríguez Matabuena y tuvieron siete hijos.
En 1925, obtuvo su primera plaza en propiedad en Becerril de Campos, donde impartió clases hasta que en septiembre de 1934 fue trasladada a Brañosera, donde su marido abrió una panadería. Isabel simpatizaba con el ideario socialista, estaba afiliada a la Unión General de Trabajadores (UGT) y formaba parte de la Casa del Pueblo.

## Represión y muerte
El 19 de julio de 1936 el golpe de Estado del General Francisco Franco triunfó plenamente en la provincia de Palencia. Rápidamente, afines a la Falange Española de las JONS, la Guardia Civil y requetés formaron una brigada mixta que recorrió los pueblos de la comarca sembrando el terror y eliminando cualquier tipo de resistencia republicana, siendo el magisterio uno de los colectivos más afectados.
A finales de agosto, Esteban fue detenida y encarcelada. Teniendo conciencia del destino que le esperaba después del asesinato de la maestra Sofía Polo Giménez, envió una carta de despedida a su familia. El 6 de septiembre, sin juicio previo, fue sacada de la prisión y cargada en un camión con varias personas entre las que estaba la directora del colegio Modesto Lafuente de Palencia Cirila Ubaldina García Díaz y la joven maestra Consuelo Rodríguez Baranda, que había sido colaboradora de Sofía Polo Giménez en las colonias de verano. Todo el grupo fue fusilado en el término municipal de Quintana del Puente.
Los cuerpos fueron enterrados en una fosa común y no han sido recuperados. El acta de defunción de Esteban, expedida en 1942 a petición de su hijo, llevaba la fecha del 7 de septiembre de 1936 aunque fue fusilada el 6 y consta que fue enterrada en la finca Monte Ramírez del término municipal de Quintana del Puente, al borde de la carretera de Palencia a Burgos.